# Ан Ривиър
Ан Ривиър (на английски: Anne Revere) е американска актриса. 

## Биография
Ан Ривиър е родена на 25 юни 1903 година в Ню Йорк, САЩ. Ривър е пряк потомък на героя на Американската революция Пол Ривиър.  Баща ѝ Клинтън е бил борсов посредник  и е отгледана в Горната Западна страна и в Уестфийлд, Ню Джърси. През 1926 г. тя завършва колежа Уелсли. Въпреки нейните неуспешни опити да се присъедини към драматични групи в гимназията и в колежа, тя в крайна сметка успява в Уелсли и учи драма.  Продължава, като се записва в Американската лабораторна школа, за да учи актьорско майсторство при Мария Успенская и Ричард Болеславски. 

### Кариера
Ан Ривиър е известна най-вече с работата си на Бродуей и с филмовите си портрети на майки. Печели награда Оскар за най-добра поддържаща женска роля във филма „Национално кадифе“ (1945). Номинирана е в същата категория за „Песента на Бернадет“ (1943) и „Джентълменско споразумение“ (1947). Тя печели през 1960 година награда Тони за изпълнението си в пиесата на Лилиан Хелман „Играчки на тавана“.

### Личен живот
Ан Ривиър се омъжва за Самуел Росен на 11 април 1935 г. и те остават женени до смъртта му през 1984 г.  Ривър е демократ, тя подкрепя кампанията на Адлай Стивънсън по време на президентските избори през 1952 г. 

### Смърт
Ан Ривиър почива от пневмония в дома си в Локъст Вали, Ню Йорк на 87-годишна възраст.  Погребана е в гробището Маунт Обърн в Кеймбридж, Масачузетс. 

## Избрана филмография
| Година | Филм                       | Оригинално заглавие    | Роля                | Режисьор       |
| ------ | -------------------------- | ---------------------- | ------------------- | -------------- |
| 1943   | Песента на Бернадет        | The Song of Bernadette | Луиз Субиру         | Хенри Кинг     |
| 1944   | Национално кадифе          | National Velvet        | Г-жа Араминти Браун | Кларънс Браун  |
| 1947   | Джентълменско споразумение | Gentleman's Agreement  | г-жа Грийн          | Елия Казан     |
| 1951   | Място под слънцето         | A Place in the Sun     | Хана Ийстмън        | Джордж Стивънс |